# Меркурий (Курская область)
Меркурий — посёлок в Железногорском районе Курской области России. Основан в 2024 году.
По сообщению Министерства сельского хозяйства России, посёлок построила государственная компания «Агропромкомплектация».